# ディスコ探偵水曜日
『ディスコ探偵水曜日』（ディスコたんていすいようび）は、舞城王太郎による小説。『新潮』2005年5月号に第一部が掲載され、第二部は2006年1月号、第三部は2006年9 - 11月号,2007年2、4月号に掲載された。第四部は単行本に書下ろしとして収められ完結した。発売は新潮社。のちに上中下巻に分冊され文庫版も発売された。表紙デザインはいずれもイラストレーターKEIによるもの。

## あらすじ
第一部　梢
迷子探し専門の探偵・ディスコ・ウェンズデイは、誘拐事件から救出した6歳の少女・山岸梢と日本で2人暮らしをすることになる。そんな中、梢の体がときおり女子高生ほどに大きくなる現象が起こる。大きくなった梢は、自分は17歳の梢であると言い、今後起こるいくつかの事象を予言してみせる。6歳の梢曰く、17歳の梢が現れている間は「パイナップルトンネル」にいるのだという。
その後、島田桔梗と名乗る少女が新たに梢の体に侵入する。桔梗は、中学生女子の魂を奪う謎の存在「パンダラヴァ―」の被害者だという。ディスコは、セックスフレンドの室井勺子と、梢の予言に登場した少年・星野真人とともにパンダラヴァ―の謎を解明しようと考えるが、そこに謎の少年・水星Cが現れ、格闘になる。
その後ディスコたちは、「パイナップルトンネル」と似た名前の「パインハウス」という建物でミステリー作家の三田村三朗が血痕で円を描いて死亡し、その謎を解くべく多くの名探偵が集まっていること、さらにはその名探偵の1人までも死亡したというニュースを知る。そこに以前より現れていたという少女の幽霊が梢だと考えたディスコは、水星Cとともにパインハウスへと赴くこととなる。
第二部　ザ・パインハウス・デッド
パインハウスに到着した頃には、さらに2名の名探偵が死亡していた。名探偵らはいずれも、自身の推理を披露した直後に、眼に箸を突き入れた状態で死亡していたという。ディスコが梢の名を呼ぶと「とげとげ豚」のぬいぐるみに魂が入った梢が現れる。梢は「エセスネインピナー」が名探偵らを殺していると言う。
そして水星Cは、最初に死亡した名探偵・大爆笑カレーの「三田村の死は自殺である」という推理と、3番目に死亡した名探偵・ジュディ・ドールハウスの「大爆笑カレーは自身のうつ病を治療するために自身で箸を眼に突き入れるロボトミー手術を行い、それを死んだと勘違いした三田村が自殺した」という推理を再現する。
そして次に、名探偵・八極幸有が推理を披露する。八極曰く、パンダラヴァ―事件は単なる不摂生による低血糖によるもので、梢に起こっている人格の移動はすべて生まれ変わりによるものであり、ぬいぐるみに梢の魂が入っているというのはディスコの妄想であるという。実際にぬいぐるみを確かめると梢の魂はいなくなっていた。その推理に衝撃を受けるディスコだったが、直後勺子から電話が入り、梢からエセスネインピナーがそこにいて危険だと伝えられる。その後、八極を含む名探偵ら6名がそれぞれ眼に箸を突き入れて死亡している姿が発見されるのだった。
第三部　解決と「○ん○ん」
八極らの死後も推理は続けられる。蝶空寺嬉遊の推理は三田村の遺体が発見されたことで崩れ去る。劇団エンジェルバニーズの一員・桜月淡雪の「名探偵らは目を潰すことでオーディン、すなわちウェンズディ＝ディスコを呼んでいる」という推理に基づきディスコは眠り、奇妙な空間にある「パインハウス・シアター」に入り込む。そこではSSネイルピーラーという謎の存在により名探偵らが次々殺されてゆくが、ディスコは水星Cにより救出される。その後、嬉遊と桜月が箸を眼に刺しているのが発見される。
次に本郷タケシタケシがわざと間違えるための推理をし、自分で箸を眼に刺して気絶する。さらに、美神二瑠主が推理を披露し、瀕死の重傷であった桜月と本郷が蘇生する。そこに死んだはずの大爆笑カレーが現れ、「九十九十九」を名乗り推理を披露するがその誤りを指摘され、自分で自分の眼を突いてしまう。瀕死の大爆笑は修正した推理を披露するも、やはりその誤りを指摘され意識を失う。次に出逗海スタイルが推理を披露するが、そこに2人の少年探偵、ルンババ12と西村友紀夫が現れる。ルンババ12が推理を披露するが、それはディスコに「円いもんを真っ直ぐに伸ばすことができる」ことを見せるためだという。
そして最後にディスコの推理が行われる。パインハウスは、「コテージ奈津川」が丸められてできた建物だった。意識は力を持ち、意識することで人は空間や時間を操作することを可能とする。三田村は、曲がった空間を直進する矢によって自分で自分の背中を射たのだった。そこでディスコは時を超え、11年前に誘拐された双子パンダの親・ルンルンに出会い、この世界は2006年に折り曲げられ、そこを境に時間の流れが逆流していると告げられる。パインハウスに戻ったディスコは時間を操作することで桜月、本郷、そして死亡した名探偵たちを蘇らせる。梢のいるホテルに戻ったディスコだったが、星野と、時間の外に出た存在である「黒い鳥の男」の襲撃を受け、梢への虐待が行われる。
第四部　方舟
パインハウスで名探偵らと時間の外に出る方法について話し合うディスコ。そこに、もう一人のディスコと水星Cが現れ、行動を起こすよう告げる。こちら側の水星Cに連れられ、ディスコは黒い鳥の男による梢への虐待の現場であるホテルに飛ぶ。黒い鳥の男が作った「壁」に阻まれるディスコらだったが、壁の向こうに現れた水星Cが星野の首を刎ねるのを目撃する。
「壁」は時間の流れの違いによるものだと考察したディスコは、時間の折り返し地点である「ラグナレク」を超えて未来に行き、それから現在自分がいる場所へ向かうことで「壁」に触れることに成功する。そこでディスコは、未来の世界で、梢への虐待からヒントを得たビジネスにより、人々の寿命を延ばすために多くの子供が虐待を受けていることを知る。そしてそのビジネスを妨害するため、ディスコはこれから三億人もの子供を誘拐するのだという。二〇一九年のパインハウスに飛んだディスコは、パインハウスをメビウスの輪のようにねじることで出現する「壁」の向こうに誘拐した子供らを隠すための空間（「双子世界」）を発見する。
2006年に戻ったディスコは水星Cとともに黒い鳥の男との対決に臨む。2人は壁の向こうへと侵入し、水星Ｃは星野の首を刎ね、ディスコは黒い鳥の男の首を刎ねる。しかし、そこに現れた5人の黒い鳥の男により2人は殺されてしまう。17歳の梢により蘇生させられた2人はパインハウスに飛び、子供らの誘拐について名探偵らとエンジェルバニーズに協力を仰ぐ。しかしディスコはラグナレク以前からは双子世界へ行けないことに気づき、そのことから、ラグナレク以降の世界は二股に分岐し、双子世界はそれまでの旧世界から分かれて新世界となると考える。その後、水星Ｃがディスコの推理の誤りを指摘し、子供らの隠し場所を明かしてしまったかに見えたが、それは黒い鳥の男らをおびき出す罠であり、黒い鳥の男らは殺害される。エンジェルバニーズらと名探偵らは新世界の中で子供らの世話をすることとなる。ディスコは「森永小枝」と新たに名付けられた17歳の梢とともに、旧世界に残って生きてゆくのだった。

## 登場人物

### 主要人物
ディスコ・ウェンズデイ
本作の主人公。迷子専門の米国人探偵。35歳。
山岸 梢
ディスコは誘拐事件から救出した少女。ディスコとともに暮らす。6歳。
17歳の梢
梢の身体に突如現れた存在。未来から来たと自称する。
島田 桔梗
鹿児島県の屋久島から梢の体に〈侵入〉。パンダラヴァーに襲われた。14歳。
シャロン・スタイロン
ディスコの友人の大金持ちの女性。
ノーマ・ブラウン
ディスコの高校時代の同級生の女性。ディスコが恋焦がれる相手。
室井 勺子
ディスコのセックスフレンド。既婚、静岡在住。
水星C
暴力的な少年。和菓子職人。
パンダラヴァー
中学二年の女子の魂を奪うとされる謎の存在。

### 第一部
山岸 和夫 & かの子
山岸梢の両親。
織田 健治六歳の山岸梢を誘拐する。
ウィリアム・イーデイ
星野 真人
調布駅南口にいた6人グループのナンバー3。16歳。

### 第二部
大爆笑 カレー
パインハウスに集った名探偵の1人。3つのへそを持つハンサムな男性。最初に推理を披露し、死亡した。
蝶空寺 快楽
パインハウスに集った名探偵の1人。2番目に推理を披露し、死亡した。
ジュディ・ドールハウス
パインハウスに集った名探偵の1人。白人女性。3番目に推理を披露し、死亡した。
八極 幸有
パインハウスに集った名探偵の1人。ボンボンな高校生といった感じの男性。
豆源
パインハウスに集った名探偵の1人。チアガール風の女性。
猫猫 にゃんにゃんにゃん
パインハウスに集った名探偵の1人。パーティガール風の女性。
三田村三朗
パインハウスで死亡した推理作家。愛媛川十三としてデビューし、その後第19回メフィスト賞を受賞し暗病院終了として再デビューした。

### 第三部
本郷タケシタケシ
パインハウスに集った名探偵の1人。劇団エンジェルバニーズの一員。
美神二瑠主
パインハウスに集った名探偵の1人。美少年。
桜月淡雪
劇団エンジェルバニーズの一員の占い師。本名は加藤淳一。

### 第四部
ホアキン・ジョセフ・スタイロン
シャロンの弟。2019年の世界でスタイロン・ジャパンという企業の社長になっている。
黒い鳥の男
時空を操る能力を持ち、梢に虐待を行う。

## 評価
千街晶之は、『ディスコ探偵水曜日』を小栗虫太郎『黒死館殺人事件』、夢野久作『ドグラ・マグラ』、中井英夫『虚無への供物』、竹本健治『匣の中の失楽』の四大奇書に加えて五大奇書として並び称している。
DJ TECHNORCHは、本作が生涯ベスト小説であると語っている。